# Krag-Jørgensen
Il  Krag-Jørgensen è il precursore del fucile americano Springfield 1903 che venne progettato proprio perché l'esercito americano fu costretto a rivedere le proprie tattiche d'impiego della fanteria per cui il Krag, con il suo lento sistema di ricarica, non si dimostrò adatto rispetto ai Mauser spagnoli durante la guerra ispano-americana.

## Storia

### Stati Uniti
Nel 1890, gli USA indissero un concorso tra vari tipi di fucili ad otturatore girevole-scorrevole aperto anche alle ditte estere. Questi fucili dovevano essere adattati alle cartucce proposte dall'esercito americano: entrambi calibri .30. La presenza del cut off, il meccanismo che permetteva di escludere la ricarica semplificata, fu determinante rispetto alle altre caratteristiche (gittata, ampiezza della rosa etc.). Le tattiche di fanteria dell'epoca enfatizzavano il tiro di precisione ed il risparmio delle munizioni, la possibilità di sparare un colpo isolato, senza il ritorno dell'otturatore, rendeva più precisa l'arma e riduceva la cadenza di tiro. Dunque la commissione dell'esercito statunitense ufficializzò la scelta di adottare il Krag nel maggio 1893, scegliendo tra 53 modelli, tra cui il Lee, il Krag, il Mannlicher, il Mauser e lo Schmidt-Rubin, con molte polemiche. Il Congresso era contrario ad adottare un'arma di fabbricazione straniera tanto che diede la possibilità ai progettisti statunitensi di fare un progetto migliore, ma i modelli presentati si dimostrarono inferiori per le caratteristiche richieste. La produzione iniziò nelle fabbriche Springfield nel gennaio 1894 anche se l'impiego sul campo si ebbe soltanto nell'ottobre dello stesso anno.
Nacque anche una versione più corta utilizzata soprattutto dalla cavalleria. Venne costruita in tre diverse varianti:
- Modello 1896
- Modello 1898
- Modello 1899

Le prime due versioni erano dotate di un anello fissato sul lato sinistro del calcio all'altezza del grilletto, in modo tale da agganciarvi la cinghia in dotazione ai cavalleggeri. L'ultima era invece sfornita sia delle magliette sia dell'anello, e la sua calciatura venne allungata per renderla producibile con le stesse macchine che lavoravano i legni dei fucili.

### Danimarca
Nel 1889 il Krag-Jørgensen, dopo attente valutazioni e modifiche, venne adottato dall'esercito danese in sostituzione dei precedenti Rolling Block. Differiva dai modelli norvegesi e statunitensi per lo sportellino di alimentazione apribile sollevando uno dei nottolini e ribaltandolo in avanti, per la canna coperta da un tubo in acciaio e per l'utilizzo di una cartuccia calibro 8x58. Venne prodotto in alcune versioni differenti:
- Gevær M/89: tale versione era caratterizzata da una calciatura che arrivava fino alla bocca ed era priva di guardamano. Aveva la canna lunga, la calciatura diritta priva di impugnatura a pistola ed inizialmente non era dotata di sicura manuale, la quale venne introdotta solo nel 1910.
- Rytterkarabin M/89: carabina per la cavalleria, più corta rispetto agli altri modelli e dotata di guardamano in legno. Era sfornita dell'innesto per la baionetta.
- Ingeniørkarabin M/89: simile alla Rytterkarabin M/89, ma era dotata anche di un innesto per la baionetta.
- Artillerkarabin M/89: modello sviluppato per le unità di artiglieria e che presentava un diverso aggancio per la cinghia da trasporto.
- Fodfolkskarabin M/89-24: versione simile all'Artillerkarabin ma impiegata dalle squadre di fanteria.
- Finskydningsgevær M/89-28: variante per i tiratori scelti dotata di guardamano in legno, canna pesante e diottra micrometrica.[3]

### Norvegia
Nel 1894 la produzione venne avviata anche per rifornire la fanteria dell'esercito norvegese. Il fucile, denominato M/1894, era prodotto sia nell'industria Kongsberg Vapenfabrik che nella Österreichische Waffenfabriksgesellschaft di Steyr. Nello stesso anno anche la marina ricevette un certo quantitativo di queste armi, dissimili solo per alcuni lievi dettagli da quelli impiegati dai soldati.
Nel 1895 venne realizzata la versione Carabina M/1895, la quale doveva sostituire le precedenti armi Rolling Block in uso presso le forze armate. Basandosi su di essa, venne successivamente realizzata la Carabina M/1897 per essere data in dotazioni ai reparti del genio e dell'artiglieria da montagna.
Basandosi sulla Carabina M/1895, venne realizzata la Feltartillerikarabin M/1907, la quale andò ad equipaggiare i reparti d'artiglieria. Si distingueva dalle precedenti carabine per la calciatura con le astine sottocanna e copricanna di uguale lunghezza.
Per l'addestramento delle reclute venne realizzata la variante Guttekarabin M/1906, la quale poteva impiegare sia munizioni 6,5x55 standard che Skolepatronen depotenziate.
Nel 1912, per costituire la precedente Karabin M/1894 in dotazione alla fanteria, venne realizzata la Karabin M/1912 che presentava come differenze rispetto al modello precedente la calciatura lunga sino alla volata e l'attacco della baionetta posto direttamente sulla fascetta anteriore. Quest'ultima soluzione si rivelò non ottimale in quanto si registravano numerose rotture durante l'innesto della baionetta, e ciò porto alla realizzazione della Karabin M/1912-18 dotata di un nuovo tipo di aggancio. Nel 1922 l'arma venne ulteriormente sviluppata con l'inserimento del pomello del manubrio dell'otturatore tondo.
Nel 1923 fu creato il Krag-Jørgensen skarpskyttergevær M/1923, variante impiegabile sia per l'addestramento che per il servizio attivo. Prodotto anche per il mercato civile, non ebbe successo e la sua produzione si attestò a poco più di seicento unità.
Venne quasi subito sostituito con modello M/25, il quale era dotato di una canna pesante da tiro di diametro 17 mm e lunga 763 mm. Cinque anni dopo, fu costruito il modello M/30, equipaggiato con canna pesante flottante di diametro pari a 21 mm e lunga 750 mm.
Durante il periodo della seconda guerra mondiale, alcuni esemplari vennero convertiti in pistole dalla resistenza norvegese.

## Conflitti

### Guerra ispano-americana
Gli americani potevano scegliere se usare i loro vecchi fucili monocolpo Springfield trapdoor o usare i Krag. Molti corpi militari preferirono i Krag, ma la loro limitata cadenza di tiro li mise in condizioni di svantaggio: basti pensare che, durante la battaglia di San Juan Hill, gli americani persero il doppio dei soldati che riuscirono a uccidere o catturare agli spagnoli vista la superiorità del Mauser. Tale evento diede inizio allo studio relativo al fucile Springfield 1903.

### Prima guerra mondiale
Essendo scoppiata la guerra ad essendoci bisogno di armi in prima linea gli ufficiali americani decisero di far uscire i Krag dagli arsenali. Per lo più servirono alle reclute nelle esercitazioni di tiro ma venne utilizzato in minima parte e solo nella variante 1896 da 6 reggimenti del genio ferrovieri, impiegati in Francia. Si pensa che siano stati dotati di circa 10.000 Krag.

### Seconda guerra mondiale
L'esercito danese impiegò questo fucile contro le forze tedesche durante l'invasione della Danimarca dell'Aprile 1940.
Dopo l'invasione della Norvegia circa 4.000 furono prodotti ed utilizzati dall'esercito tedesco, prevalentemente nei reparti di seconda linea

## Il Krag-Jørgensen nella cultura di massa
- In ambito videoludico, il Krag-Jørgensen compare in Hunt Showdown, Red Dead Redemption, Red Dead Redemption 2 (dove la versione M1896 viene denominata Fucile Bolt-Action) e in Battlefield V.
- Nel romanzo di  Stephen King: "La bambina che amava Tom Gordon", il bracconiere che trova Trisha, salvandole la vita, usa questo fucile per la caccia di frodo.
- Il krag è presente anche nel famoso gioco Hunt showdown